# Reductază

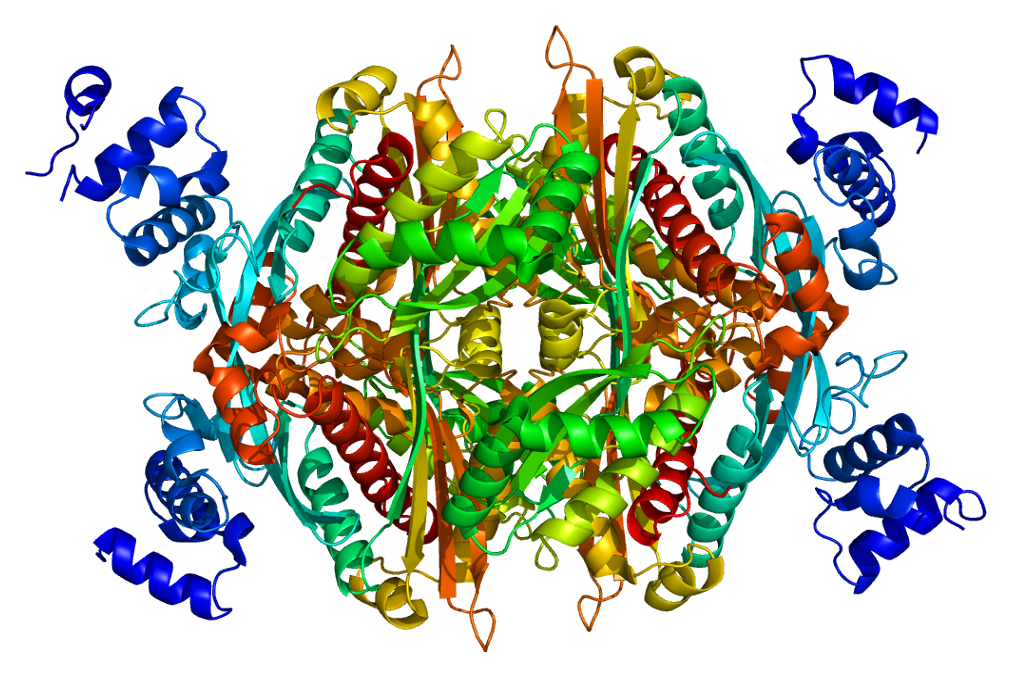
Structura HMG-CoA reductazei

În biochimie, o reductază este o enzimă din clasa oxidoreductazelor care catalizează procese de oxido-reducere, în special 
procesele de reducere.

## Exemple
- 5α-reductază
- 5β-reductază
- Dihidrofolat reductază
- HMG-CoA reductază
- Methemoglobin reductază
- Ribonucleotid reductază
- Tioredoxin reductază
- E. coli nitroreductază
- Metilentetrahidrofolat reductază